# Skowronki (Olecko)
Skowronki (deutsch Birkenort) ist ein Ort in der polnischen Woiwodschaft Ermland-Masuren und gehört zur Stadt-und-Land-Gemeinde Olecko (Marggrabowa, umgangssprachlich auch Oletzko, 1928 bis 1945 Treuburg) im Powiat Olecki (Kreis Oletzko, 1933 bis 1945 Kreis Treuburg).

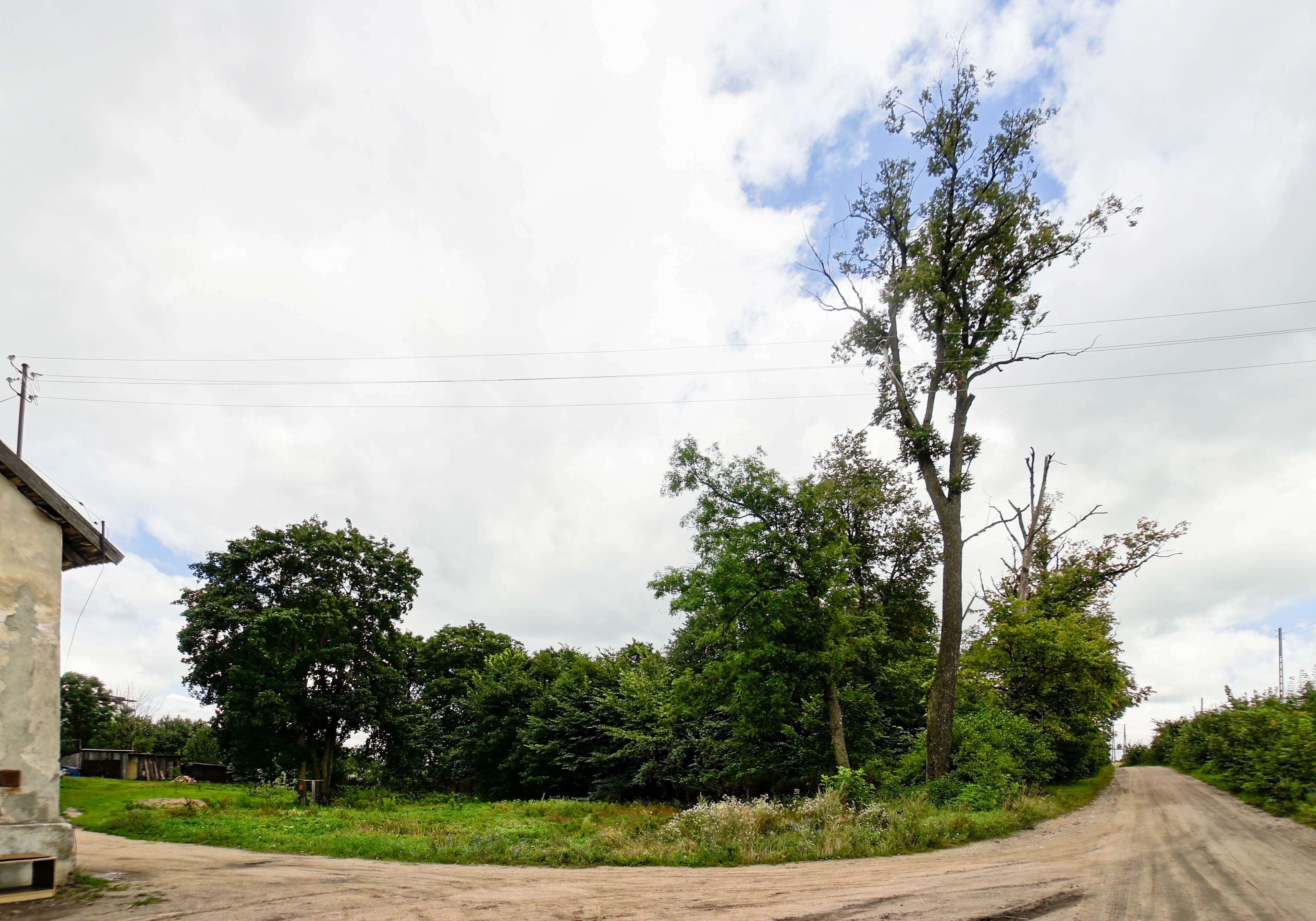
Teil des Parks in Skowronki (Birkenort)

## Geographische Lage
Skowronki liegt im Nordosten Polens nur etwa 20 Kilometer südwestlich der Grenze zur russischen Oblast Kaliningrad und im Osten der Woiwodschaft Ermland-Masuren sowie im Nordosten des Klein Oletzkoer Sees (1938 bis 1945 Herzogshöher See, polnisch Jezioro Olecko Małe). Die Kreisstadt Olecko liegt vier Kilometer in nordwestlicher Richtung.

## Geschichte
Im 19. Jahrhundert wurde der kleine Ort als Abbau Preß gegründet und erhielt am 2. März 1875 den Namen Birkenort. Ursprünglich bestand er nur aus einem großen Hof. Im Jahre 1905 zählte der Ort bereits 41 Einwohner in vier Wohnhäusern. Bis 1945 war Birkenort ein Wohnplatz in der Stadtgemeinde und späteren Stadt Marggrabowa (1928 bis 1945: Treuburg) im Kreis Oletzko (1933 bis 1945: Kreis Treuburg) im Regierungsbezirk Gumbinnen der preußischen Provinz Ostpreußen.
In Kriegsfolge kam das ganze südliche Ostpreußen 1945 zu Polen. Birkenort erhielt die polnische Bezeichnung „Skowronki“ und ist heute eine Ortschaft im Verbund der Stadt- und Landgemeinde Olecko (Marggrabowa, 1928 bis 1945 Treuburg) im Powiat Olecki (Kreis Oletzko, 1933 bis 1945 Kreis Treuburg), bis 1998 der Woiwodschaft Suwałki, seither der Woiwodschaft Ermland-Masuren zugehörig.

## Kirche
Bis 1945 war Birkenort in die evangelische Kirche Marggrabowa in der Kirchenprovinz Ostpreußen der Kirche der Altpreußischen Union bzw. in die katholische Pfarrkirche der Kreisstadt, damals im Bistum Ermland gelegen, eingepfarrt.
Katholischerseits hat sich der Bezug zur Stadt Olecko nach 1945 gehalten, wobei die Pfarrkirche heute zum Bistum Ełk (deutsch Lyck) der Römisch-katholischen Kirche in Polen gehört. Die evangelischen Kirchenglieder Skowronkis orientieren sich zur Kirche in Ełk, einer Filialkirche der Pfarrei in Pisz (deutsch Johannisburg) in der Diözese Masuren der Evangelisch-Augsburgischen Kirche in Polen.

## Verkehr
Skowronki ist von Olecko aus über Lesk (Legahof) auf einer Nebenstraße zu erreichen. Eine kurze Direktverbindung besteht zur Woiwodschaftsstraße DW 655 zwischen Olecko und Wieliczki (Wielitzken, 1938 bis 1945 Wallenrode).
Eine Bahnanbindung besteht über den Bahnhof in Olecko an die nur noch im Güterverkehr betriebene Teilstrecke Ełk–Olecko.